# Ursin-Jules Vatinelle
Ursin-Jules Vatinelle, né à Paris le 23 août 1798 et mort dans cette même ville le 19 septembre 1881, est un médailleur français.

## Biographie
Ursin-Jules Vatinelle est le fils de Claude Simon Vatinelle et Julie Norière.
Il est élève de Jacques-Édouard Gatteaux.
En 1819, il obtient le premier prix de Rome en gravure de médaille.
Il est mort à son domicile parisien du boulevard du Montparnasse à l'âge de 83 ans. Il est inhumé le 22 septembre 1881 au cimetière de Montmartre 3e division.